# Daeboreum
 (mai 2023).
La mise en forme du texte ne suit pas les recommandations de Wikipédia : il faut le « wikifier ».
Les points d'amélioration suivants sont les cas les plus fréquents. Le détail des points à revoir est peut-être précisé sur la page de discussion.
- Les titres sont pré-formatés par le logiciel. Ils ne sont ni en capitales, ni en gras.
- Le texte ne doit pas être écrit en capitales (les noms de famille non plus), ni en gras, ni en italique, ni en « petit »…
- Le gras n'est utilisé que pour surligner le titre de l'article dans l'introduction, une seule fois.
- L'italique est rarement utilisé : mots en langue étrangère, titres d'œuvres, noms de bateaux, etc.
- Les citations ne sont pas en italique mais en corps de texte normal. Elles sont entourées par des guillemets français : « et ».
- Les listes à puces sont à éviter, des paragraphes rédigés étant largement préférés. Les tableaux sont à réserver à la présentation de données structurées (résultats, etc.).
- Les appels de note de bas de page (petits chiffres en exposant, introduits par l'outil «  Source ») sont à placer entre la fin de phrase et le point final[comme ça].
- Les liens internes (vers d'autres articles de Wikipédia) sont à choisir avec parcimonie. Créez des liens vers des articles approfondissant le sujet. Les termes génériques sans rapport avec le sujet sont à éviter, ainsi que les répétitions de liens vers un même terme.
- Les liens externes sont à placer uniquement dans une section « Liens externes », à la fin de l'article. Ces liens sont à choisir avec parcimonie suivant les règles définies. Si un lien sert de source à l'article, son insertion dans le texte est à faire par les notes de bas de page.
- La présentation des références doit suivre les conventions bibliographiques. Il est recommandé d'utiliser les modèles {{Ouvrage}}, {{Chapitre}}, {{Article}}, {{Lien web}} et/ou {{Bibliographie}}. Le mode d'édition visuel peut mettre en forme automatiquement les références.
- Insérer une infobox (cadre d'informations à droite) n'est pas obligatoire pour parachever la mise en page.

Pour une aide détaillée, merci de consulter Aide:Wikification.
Si vous pensez que ces points ont été résolus, vous pouvez retirer ce bandeau et améliorer la mise en forme d'un autre article.
Le Daeboreum (en coréen : 대보름 ; litt. « grande pleine lune ») est une fête coréenne qui illustre la première pleine lune de la nouvelle année du calendrier lunaire coréen qui est essentiellement fondé sur le calendrier chinois luni-solaire. La fête est l'interprétation coréenne du premier festival de la pleine lune. Cette fête s'accompagne d'une multitude de traditions.

## Origines
Le dossier sur l'origine de Daeboreum est enregistré dans le livre Samguk-yusa (en coréen : 삼국유사, où il est écrit qu'un corbeau a conduit le 21e roi de Silla, Soji, à tirer sur l'étui geomungo (un instrument coréen), qui était en fait où un moine et la concubine royale commettaient un adultère. Après cet incident, le premier jour des années du cochon, du rat et du cheval, les gens s'étaient comportés avec prudence, et aussi le 15 janvier était appelé « Ohgiil » (hangeul : 오기일 ; hanja : 烏忌日) et offrait une offrande au ciel ce jour-là. De plus, les origines du Daeboreum peuvent être avérés par d'autres coutumes répertoriées dans les livres, comme le Samguk-sagi (hangeul : 삼국사기) et le Silla-bongi (hangeul : 신라본기 ; hanja : 新羅本記), décrivant l'éclairage des lanternes. La coutume d'éclairage de la lanterne du Daeboreum a été héritée constamment des Annales de la dynastie Joseon, le livre de Taejong, la 13e année a clairement était le record de la même coutume.

## Traditions
- Bureom (hangeul : 부럼깨기 ) : les gens cassent des noix avec leurs dents, croyant que cela gardera leurs dents en bonne santé pour l'année[4],[5].
- Dalmaji (hangeul : 달맞이 ) : dans la campagne, les gens escaladent des montagnes, bravant le froid, essayant d'attraper le premier lever de lune. On dit que la première personne à voir la lune se lever aura de la chance toute l'année ou un vœu sera exaucé[6].
- Jwibulnori (hangeul : 쥐불 놀이 ) : un jeu traditionnel qui se joue la nuit avant le Daeboreum. Ils brûlent l'herbe sèche sur les crêtes entre les rizières tandis que les enfants tourbillonnent autour de boîtes de conserve pleines de trous, à travers lesquelles flamboie le feu de charbon de bois. Ces bidons fertilisent les champs et se débarrassent des vers nuisibles qui détruisent les nouvelles cultures.
- Gisaebae (hangeul : 기새배 ) : c'est une cérémonie au cours de laquelle les groupes d'agriculteurs de chaque ville se rassemblent et se saluent dans l'ordre hiérarchique. Un concours est également organisé entre les groupes.
- Bangsaeng (hangeul : 방생 ) : la nuit précédant le Daeboreum, les dames ont acheté des méduses et les ont mises sur la rivière et ont souhaité bonne chance pour l'année.
- Boktohom chigi (hangeul : 복토훔 치기 ) : les gens prennent de la boue dans les maisons des riches et l'ont recouverte sur leurs murs la nuit précédant le Daeboreum, souhaitant être riches aussi.
- Yongaltteugi (hangeul : 용알뜨기 ) : la nuit avant le Daeboreum, les gens attendent qu'un coq crie, puis puisent de l'eau dans un puits. On croit que celui qui est allé chercher de l'eau en premier y aura une bonne récolte de riz cette année-là.
- Daribalgi (hangeul : 다리 밟기 ) : on raconte que les gens ont marché sur les ponts toute la nuit, croyant que s'ils marchent sur un pont, leurs jambes seront fortes. On pense qu'ils seraient en bonne santé pendant les douze mois s'ils marchaient sur douze ponts[7].
- Deowipalgi (hangeul : 더위팔기 ) : quand quelqu'un voit une personne le matin, il se dépêche d'appeler son nom pour dire "Achetez ma chaleur". On croit que l'on échapperait la chaleur torride cet été-là[8].
- Gaeboreumsoegi (hangeul : 개보름 쇠기 ) : les gens ne nourrissent pas leurs chiens en pensant que les chiens vont croquer et être infestés de mouches s'ils sont nourris pendant l'été à venir[9].
- Mogitbul (hangeul : 모깃불 ) : à l'aube du Daeboreum, les gens mettent un feu de paille dans leur jardin pour éliminer les moustiques et autres insectes[10].

## Nourriture

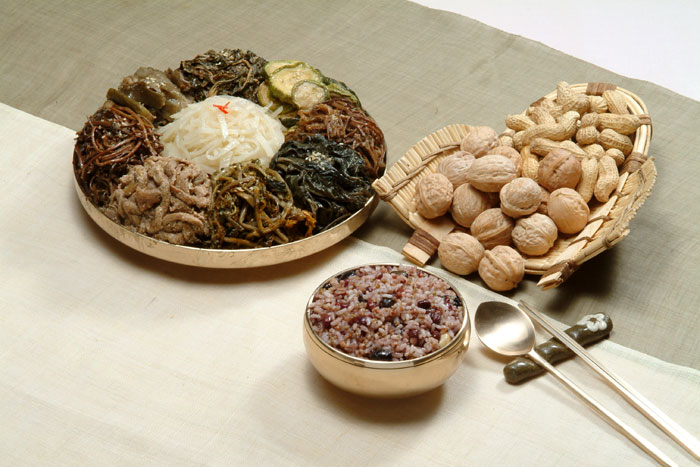
Ogokbap et boreum namul et bureom

Les aliments traditionnels du Daeboreum ont de nombreux liens avec la superstition :
- Les gens boivent du "vin de Guibargi" froid le matin, croyant qu'on n'entendra que de bonnes nouvelles toute l'année et qu'on entendra mieux.
- Le casse-noix décrit dans le livre, "Dongguk-sesigi" (hangeul : 동국세시기) s'est largement répandu non seulement en Corée mais aussi en Chine et au Japon, et il est également joué le jour de l'An.
- Il y a aussi une coutume de manger de l'ogokbap (오곡밥 ou chalbap, 찰밥) et du yakbap (약밥) autour du Daeboreum. Le yakbap est fabriqué en faisant cuire à la vapeur du riz gluant et en mélangeant du jujube, de la châtaigne, des pignons de pin, de l'huile, du miel et de la sauce soja. Dans la province du Jeolla du Sud (전라남도), les gens le faisaient cuire à la vapeur avec un cuiseur à vapeur "siru" (시루) et le donnaient au castellan, il est donc appelé "riz castellan" ou "riz siru".
- Les gens dînent tôt et beaucoup le 14 et tôt le matin du 15, ce qui signifie être diligent tout au long de l'année. On dit aussi qu'il vaut mieux manger la nourriture des voisins. C'est ce qu'on appelle le riz de la ville natale (세성받이밥). Si vous préparez le dîner tard, vous risquez de perdre un dîner au profit des voisins invités, alors les gens préparent un dîner tôt et invitent les voisins à partir de 14h. Aussi dans le "Dongguksesigi" (hangeul : 동국세시기), il est décrit une tradition similaire du "Baekgaban" à Jeollanam-do, les enfants vont chercher du riz le matin chez les voisins au Daeboreum. Gyeongnam a la même tradition. Ils croient que c'est bon pour leur santé.
- Il existe une tradition de manger une sélection de certains légumes assaisonnés appelés boreum namul (보름 나물, ou mugeun namul 묵은 나물) ainsi que le bokssam (복쌈) : plats à base de légumes séchés, restes de l'année précédente (par exemple feuilles de potiron, feuilles de radis, aubergines, champignons, fougères) sont censés permettre de faire face à la chaleur de l'été suivant, lorsqu'ils sont consommés pendant le Daeboreum[11]. Manger du bokssam, qui est du riz enveloppé dans des légumes à feuilles, est censé porter chance (bok, 복, 福)[12].
- Au Jeollanam-do, le riz d'orge est mis dans un bol avec des herbes et placé sur une paille ou un mur pour le donner au corbeau. Il existe un rapport similaire à Jeonbuk et Chungbuk. Le corbeau est maintenant un oiseau menaçant, mais dans le passé, c'était un oiseau sacré, également un symbole du soleil : le "sacrifice du corbeau" et le "riz du corbeau" sont décrits dans le Samguk Yusa[10].

## Galerie

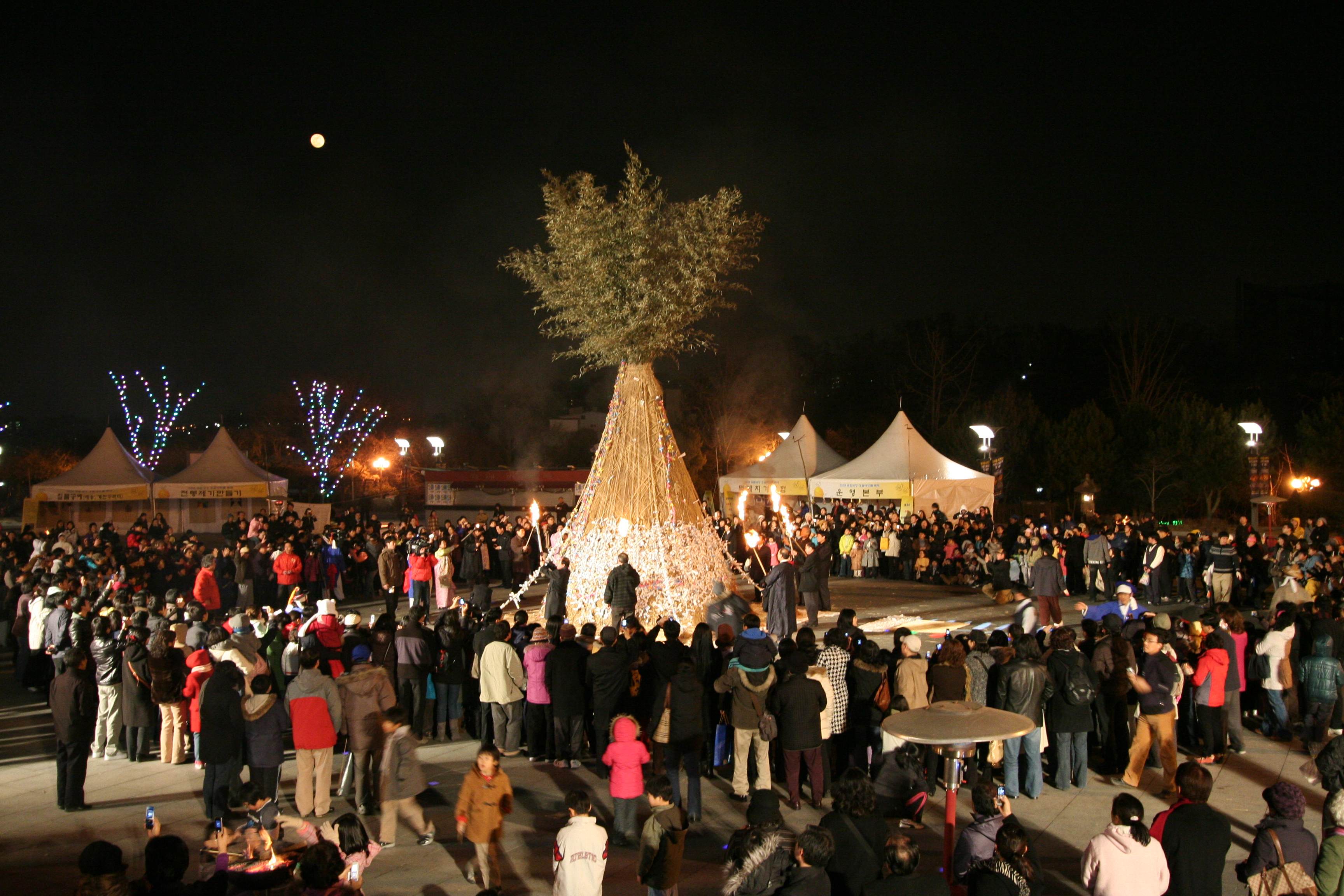
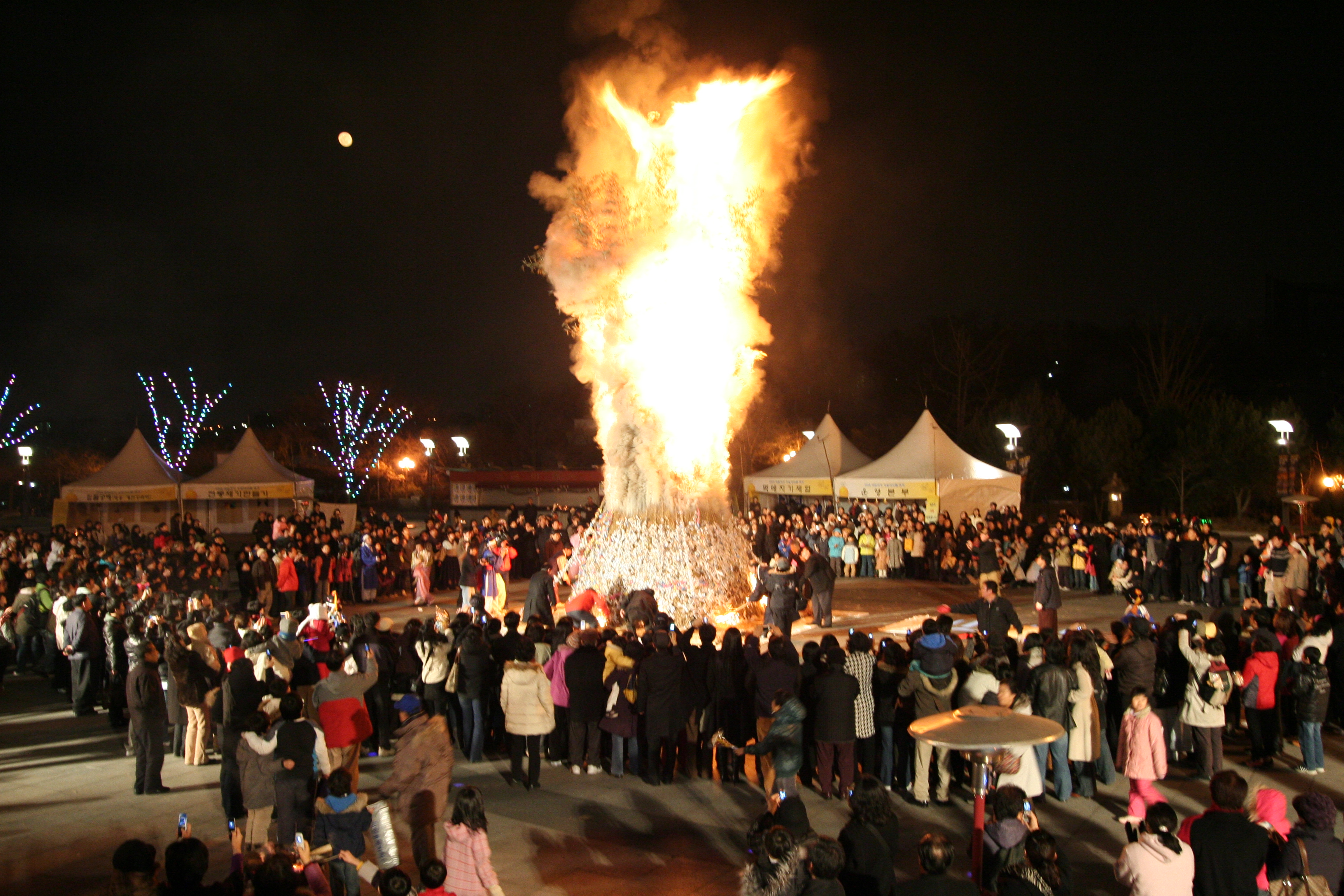
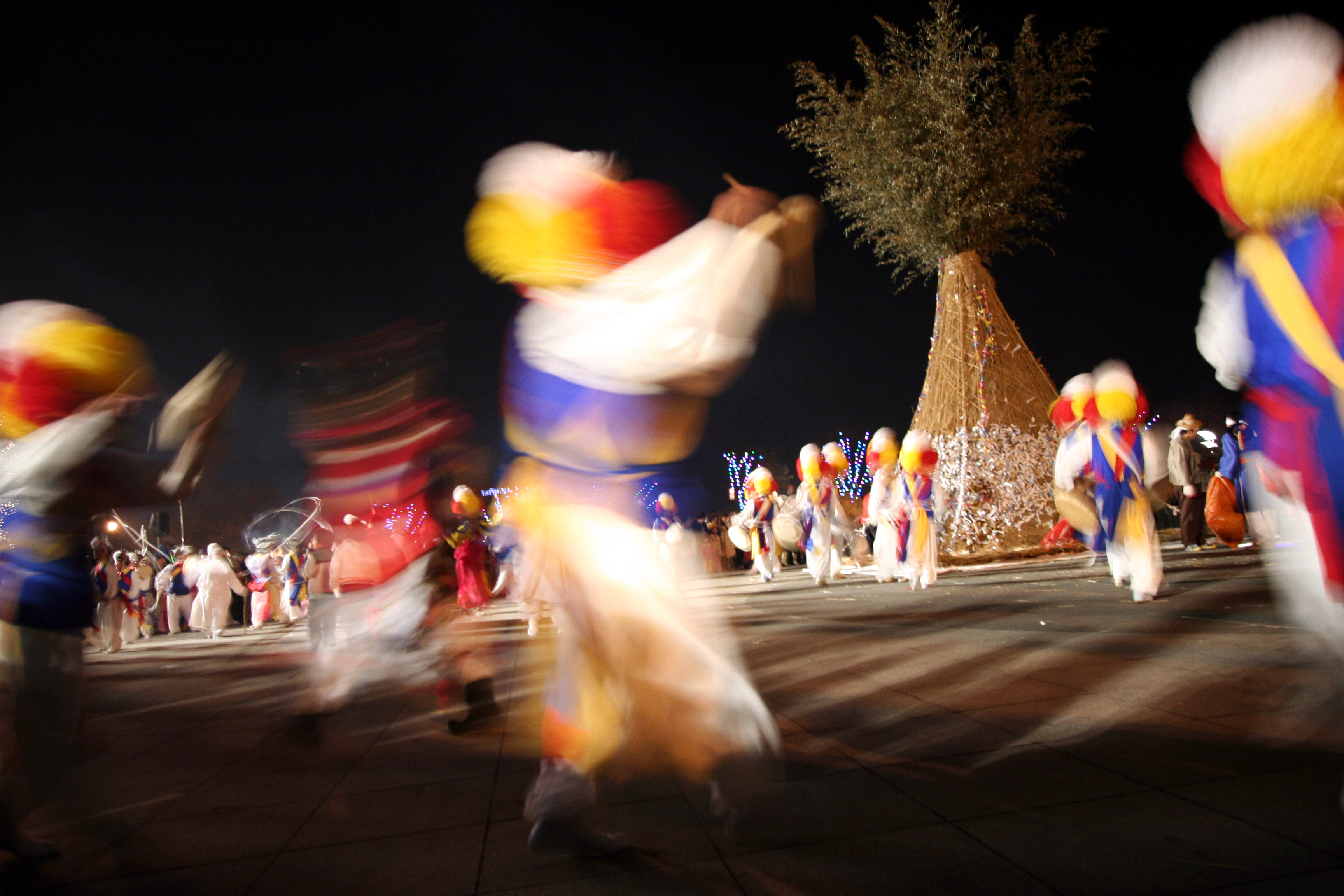
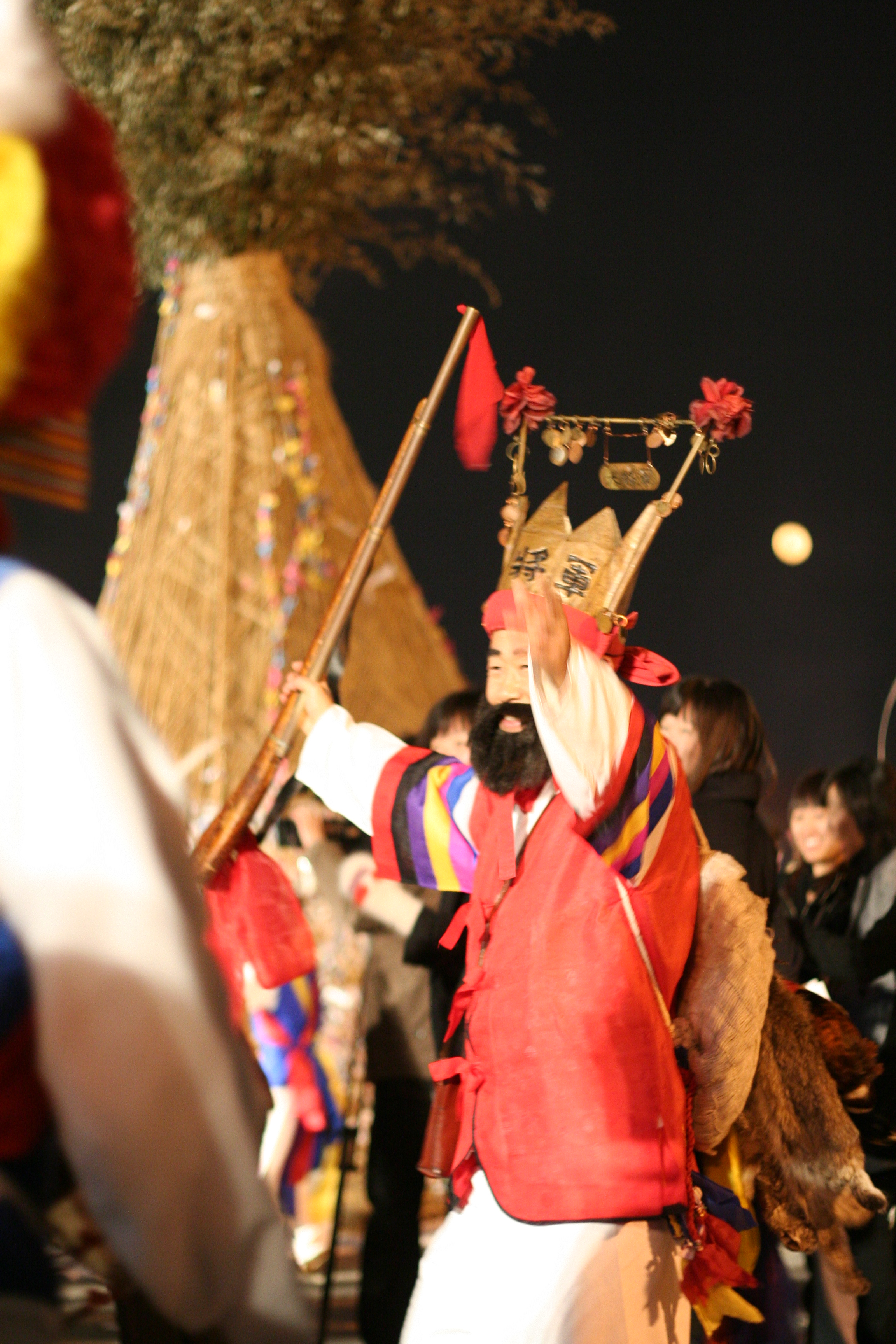